# کسکن
کَسکَن، روستایی است از توابع بخش مرکزی شهرستان سبزوار استان خراسان رضوی ایران.

## جمعیت
این روستا در دهستان قصبه غربی قرار داشته و بر اساس سرشماری سال ۱۳۸۵ جمعیت آن ۶۱۹ نفر (۲۰۰ خانوار)

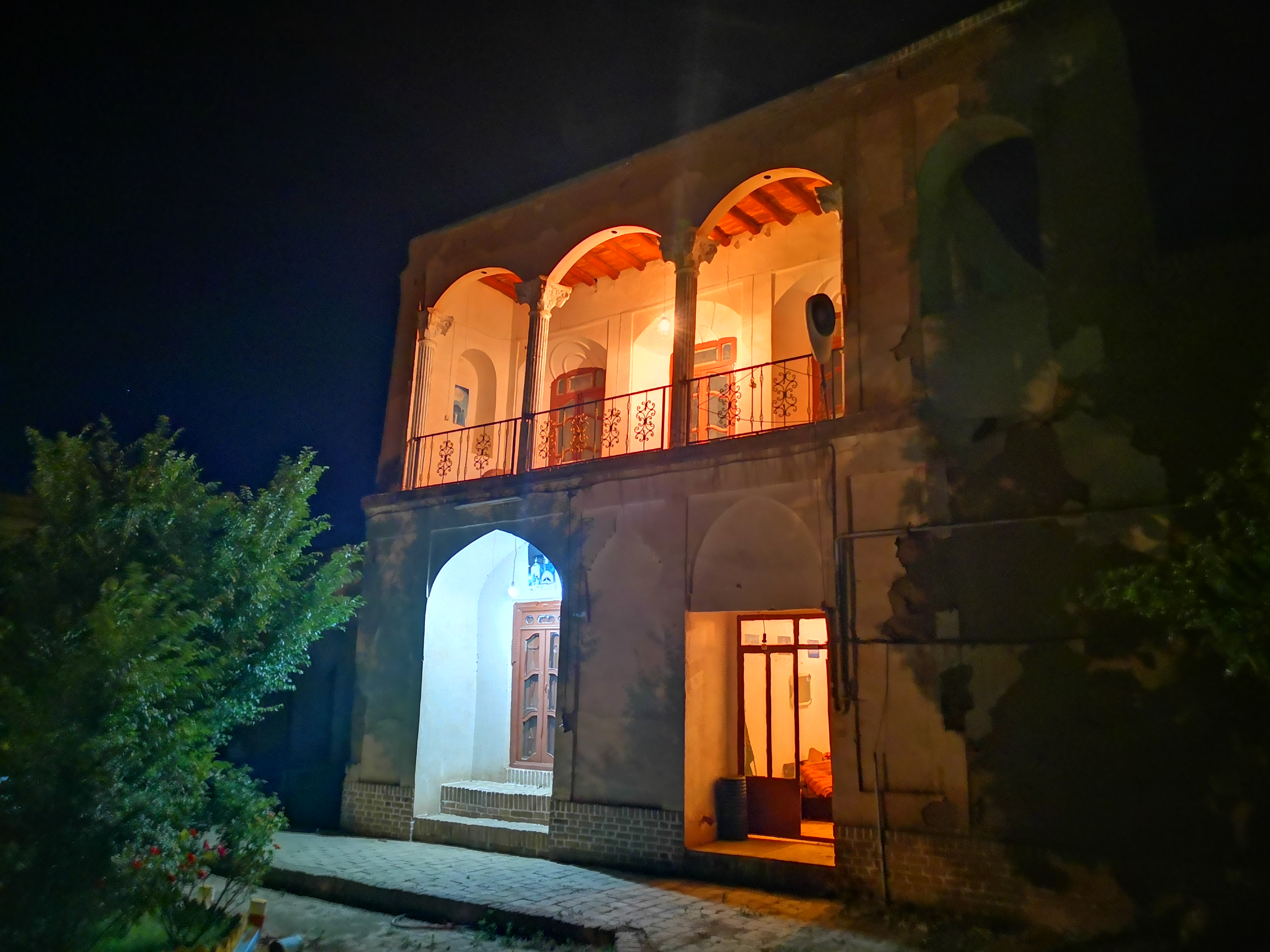
خانه شیخ‌الاسلامی کسکن ثبت شده در فهرست آثار ملی ایران

بوده است.